# Ponte de Elgeseter
A Ponte de Elgeseter - em norueguês Elgeseter bru - é uma ponte rodoviária que atravessa o rio Nidelva, no interior da cidade de Trondheim, na Noruega.
Tem uma extensão de 200 m e liga o bairro de Elgeseter ao centro da cidade (Midtbyen). Está construída sobre 32 pilares com 16 m de altura.